# 혼다 다다마사 (1575년)
혼다 다다마사(일본어: 本多忠政, 덴쇼 3년(1575년) ~ 간에이 8년 음력 8월 10일(1631년 9월 6일))는 아즈치모모야마 시대부터 에도 시대 전기에 걸친 무장, 다이묘이다. 이세 구와나번 제2대 번주. 후의 하리마 히메지번 초대 번주. 혼다씨 다다카쓰파 종가 2대. 정실은 도쿠가와 이에야스의 손녀 구마히메.
| 전임 혼다 다다카쓰 | 제2대 구와나번 번주 (혼다 가문) 1609년 ~ 1617년 | 후임 마쓰다이라 사다카쓰 |

| 전임 이케다 미쓰마사 | 제1대 히메지번 번주 (혼다 가문) 1617년 ~ 1631년 | 후임 혼다 마사토모 |